# Zazen
Zazen (jap. 座禅 medytacja zen na siedząco; chiń. upr. 坐禅, chiń. trad. 坐禪, zuòchán, kor. 좌선 chaosŏn, wiet. tọa thiền) – forma medytacji podstawowa w buddyzmie zen,  wykonywana na siedząco, z nogami skrzyżowanymi. Głównym elementem zazen jest siedzenie w poprawnej pozycji, oddychanie i brak przywiązania do myślenia.

## Cel zazen
Celem zazen jest „oświecenie i uwolnienie się od cierpienia” oraz „wyzwolenie się od próżności i chęci zysku”. Praktycznie celem jest osiągnięcie stanu długotrwałego skupienia, podczas którego nie myśli się o czymkolwiek. Ważne jest utrzymanie poprawnej pozycji oraz oddychania.
Praktyka medytacji prowadzi do rozwinięcia koncentracji, siły samadhi (jap. jōriki, chiń. dingli, 定力). Rozwinięcie siły samadhi jest jednym z najważniejszych elementów treningu, gdyż według wierzeń buddyjskich umożliwia pełną realizację, przekroczenie świata doczesnego i duchowego.

## Pozycje

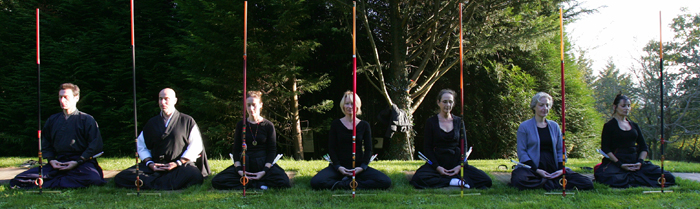
Grupa siedmiu osób praktykująca zazen siedząc w pozycji birmańskiej

Przy wykonywaniu zazen można przyjmować następujące pozycje:
- kekkafuza (jap. 結跏趺坐) – pełny lotos[6]
- hankafuza (jap. 半跏趺坐) – półlotos
- pozycja birmańska / agura (jap. 胡坐)
- seiza (jap. 正坐) – właściwy sposób siedzenia (na piętach)

Praktyka siedząca dłuższa niż kilkadziesiąt minut jest trudna do utrzymania, należy zatem co jakiś czas przerywać ją kinhin – odmianą zazen praktykowaną podczas chodzenia. Pozwala to na rozruszanie mięśni i rozciągnięcie nóg po długim okresie siedzenia.

## Formalne spotkania

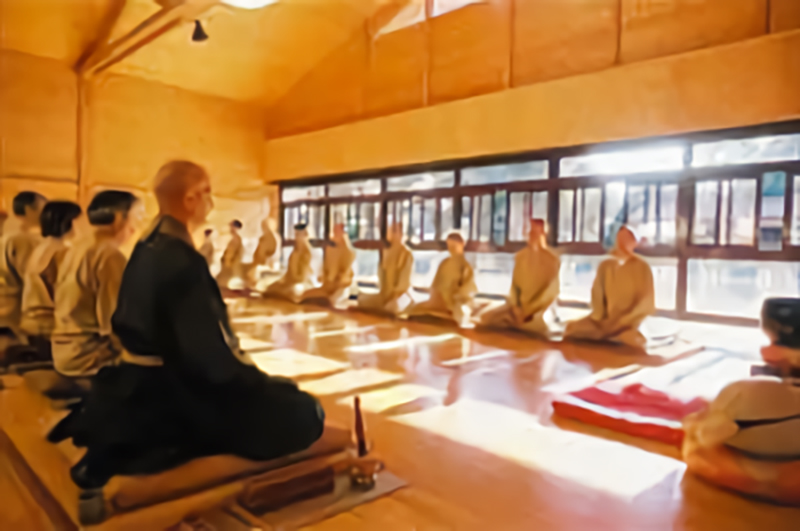
Zazen w ośrodku szkoły Rinzai

Zazen jest praktykowane zbiorowo podczas formalnych spotkań (sesshin lub zazenkai). Spotkania takie mogą trwać od paru dni do wielu tygodni. Zazwyczaj praktykuje się wtedy zazen ok. 10 godzin dziennie, przerywając je na czas posiłku, wykonywanie robót „samu” lub medytację w ruchu - medytację w chodzie kinhin. Praktykowanie wspólnie z innymi pozwala na osiągnięcie większego skupienia, daje też możliwość spotkania z rōshim (dokusan).